# Денисівка (Шепетівський район)
Денисі́вка — село в Україні, у Білогірській селищній громаді Шепетівського району Хмельницької області. Розташоване в південно-східній частині району. До 2020 орган місцевого самоврядування — Денисівська сільська рада.

## Географія
Селом протікає річка Семенівка.

## Історія
У 1906 році село Семенівської волості Острозького повіту Волинської губернії. Відстань від повітового міста 54 верст, від волості 5. Дворів 116, мешканців 718.
7 (20) листопада 1917 року, відповідно до Третього Універсалу Української Центральної Ради, увійшло до складу Української Народної Республіки.
12 червня 2020 року, відповідно до розпорядження Кабінету Міністрів України № 727-р «Про визначення адміністративних центрів та затвердження територій територіальних громад Хмельницької області», увійшло до складу Білогірської селищної громади.
19 липня 2020 року, в результаті адміністративно-територіальної реформи та ліквідації Білогірського району, село увійшло до складу новоутвореного Шепетівського району.

## Населення
Населення села за переписом 2001 року становило 447 осіб, в 2011 році — 412 осіб.

### Мова
Розподіл населення за рідною мовою за даними перепису 2001 року:
| Мова       | Кількість | Відсоток |
| ---------- | --------- | -------- |
| українська | 434       | 97.09%   |
| російська  | 11        | 2.46%    |
| вірменська | 2         | 0.45%    |
| Усього     | 447       | 100%     |

## Відомі люди
- Бушок Григорій Федорович — український фізик

## Галерея

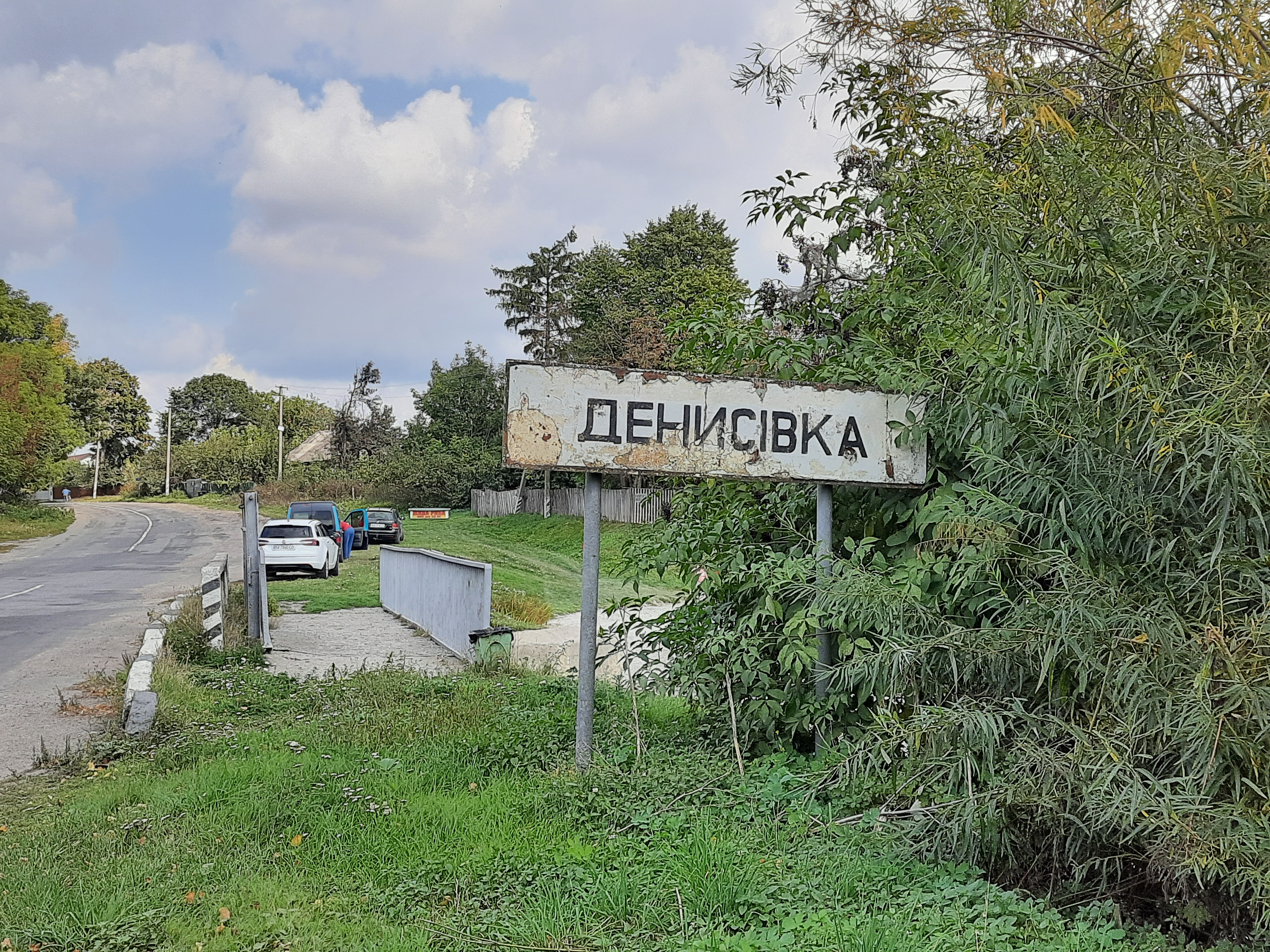
Дорожній знак при в'їзді в село
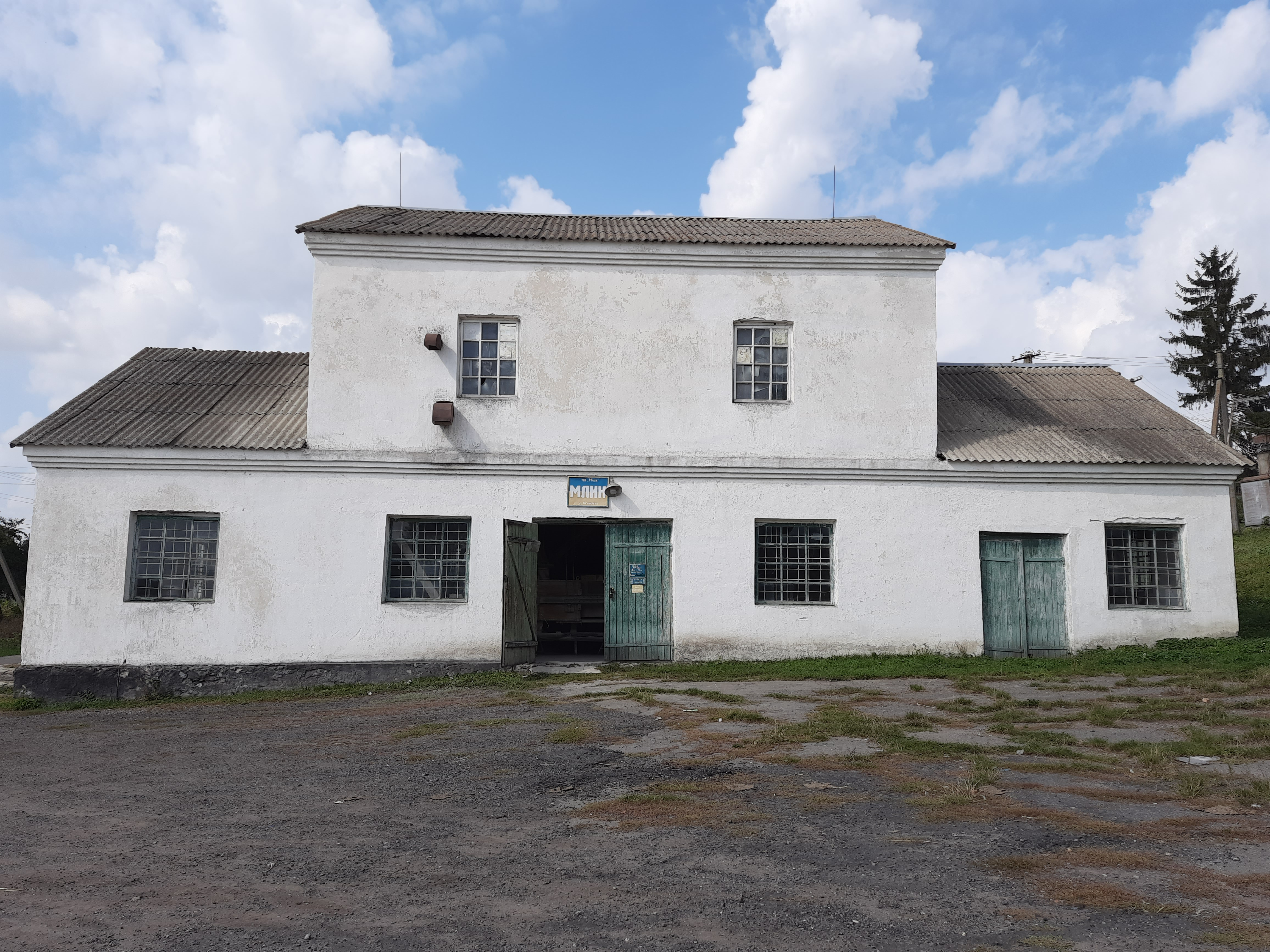
Млин
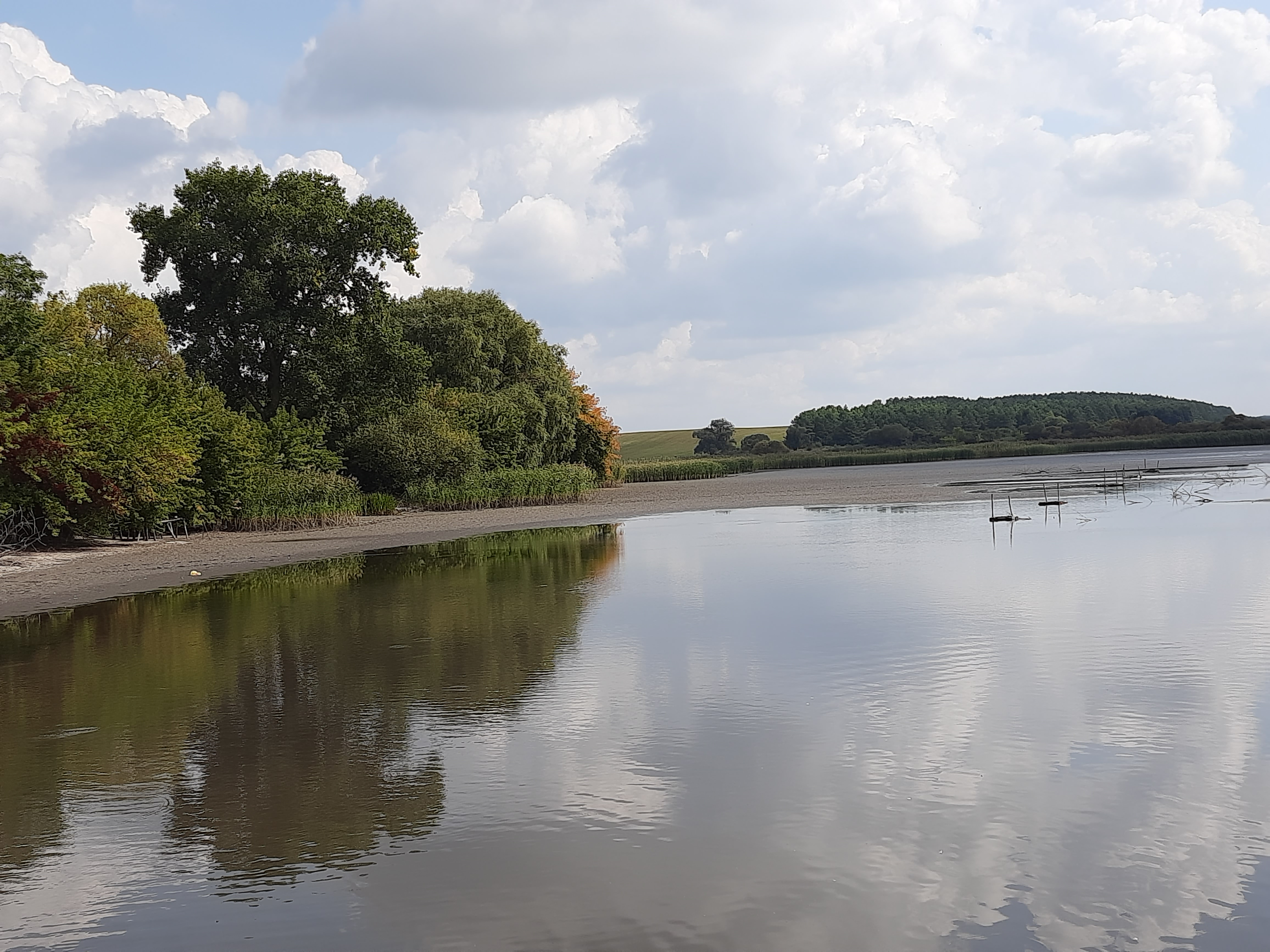
Став біля села